# Pukkisaari (ö i Birkaland, Tammerfors, lat 61,68, long 24,19)
Pukkisaari är en ö i Finland. Den ligger i sjön Pukala och i kommunen Orivesi i den ekonomiska regionen Tammerfors och landskapet Birkaland, i den södra delen av landet, 170 km norr om huvudstaden Helsingfors. Öns area är 2,7 hektar och dess största längd är 280 meter i öst-västlig riktning.